# چهل و هشتم
چهل و هشتم در ایران و سایر کشورهای مسلمان به سه روز آخر ماه صفر و ۸ روز بعد از اربعین گفته می‌شود که مصادف با درگذشت پیامبر اسلام و امام دوم شیعیان (هر دو ۲۸ صفر) و امام هشتم شیعیان (۳۰ صفر) است. زائران فراوانی (حدود ۸میلیون نفر) از سراسر ایران و جهان در قالب هیئت‌های عزاداری به مشهد سفر می‌کنند. شهر مشهد در این ایام معمولاً شلوغ‌ترین و مزدحم‌ترین روزهای سالش را تجربه می‌کند.